# يوهان أدولف بينغيل
يوهان أدولف بينغيل (بالهولندية: Johan Adolf Pengel)‏ هو سياسي سورينامي، عضو في حزب الحزب الوطني السورينامي. تولى منصب وزير أول في الفترة الممتدة من جوان 1963 اٍلى 5 مارس 1969.